# François Nicolas Fagel
Pour les articles homonymes, voir Fagel.
François Nicolas Baron Fagel, né à Nimègue le 3 février 1655 et mort à L'Écluse le 23 février 1718, est un général d'infanterie néerlandais. 

## Biographie
Au service des États généraux des Provinces-Unies, puis lieutenant-feld-maréchal de l'empereur Nicolas Ier Habsbourg, il se distingua dans les guerres contre la France : à la bataille de Fleurus (1690), à la défense de Mons (1691), au siège de Namur (1695), au siège d'Ostende (1706), ainsi qu'aux batailles de Ramillies (1706), et de Malplaquet, 1709. Il fit également partie de forces armées au Portugal et participa entre autres à la prise de Valencia et d'Albuquerque. Il meurt le 23 février 1718 à L'Écluse.
Il est le neveu de Gaspar Fagel.